# Chrysophyllum boukokoense
Chrysophyllum boukokoense – gatunek drzew należących do rodziny sączyńcowatych. Występuje w Afryce Środkowej, na terenie Kamerunu i Gabonu.